# Feriendorf Euronat

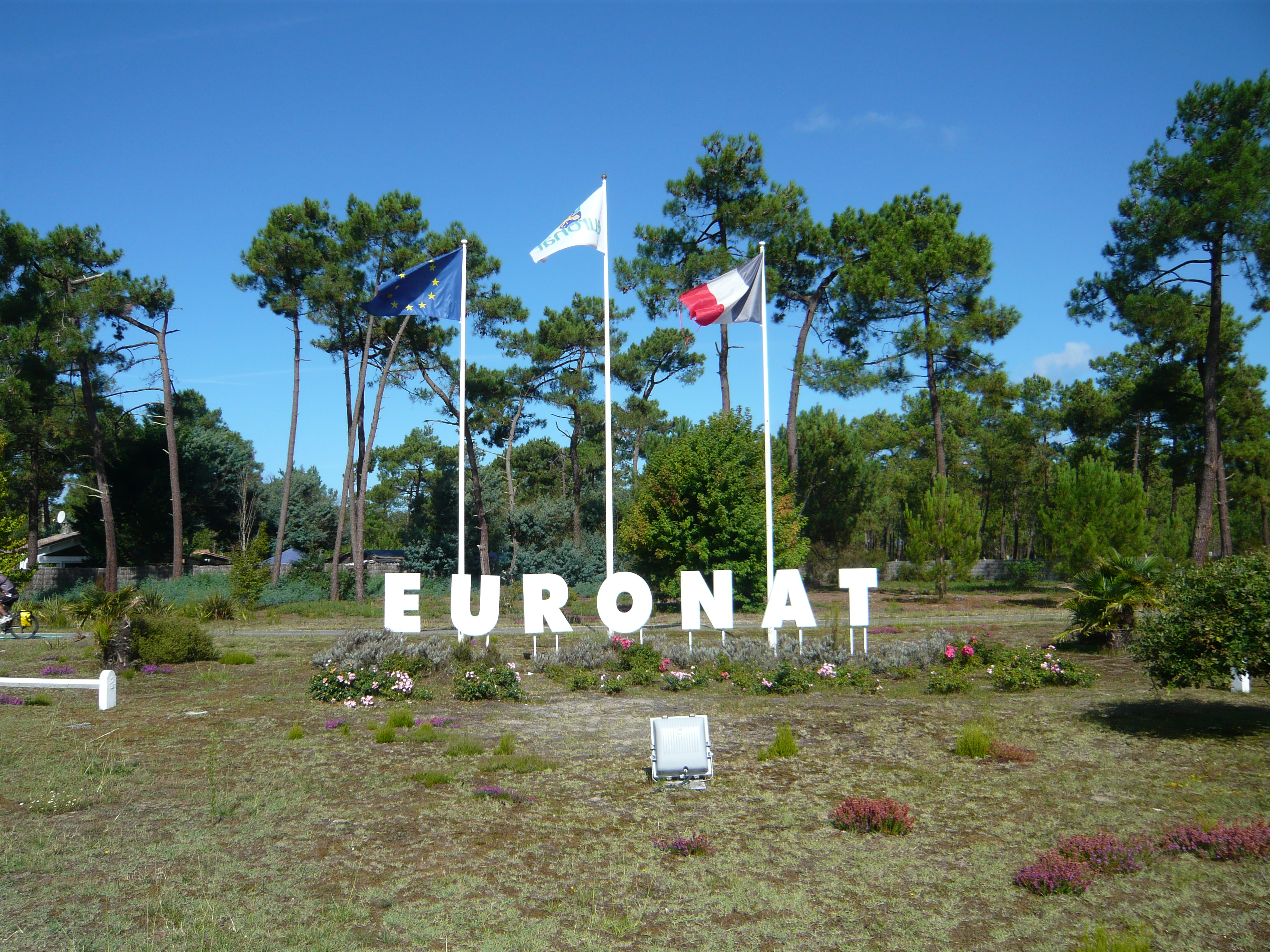
Eingangsbereich

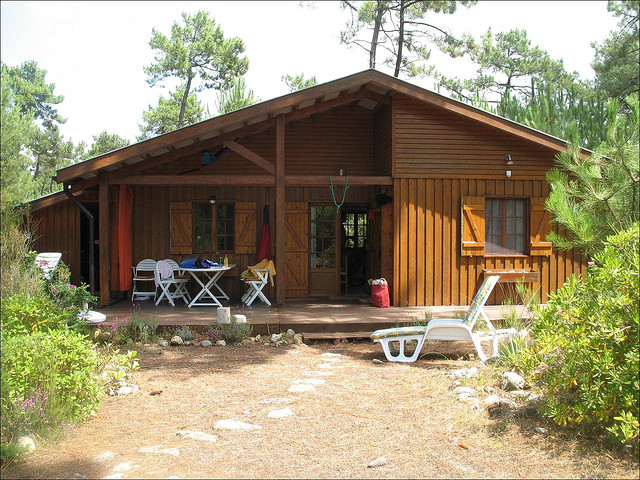
Chalet in Euronat

Euronat ist eines der größten FKK-Ferienressorts in Europa. Das Feriendorf wurde 1975 eröffnet.

## Lage
Das Feriendorf Euronat liegt an der Atlantikküste der Aquitaine im Médoc im Südwesten Frankreichs im Département Gironde. Bordeaux befindet sich etwa 95 Kilometer südöstlich, die nächsten Orte sind Montalivet-les-Bains, Grayan-et-l’Hôpital und Soulac-sur-Mer. In der Nähe befindet sich auch der große Naturalisten-Campingplatz Centre-Hélio-Marin-Montalivet (CHM).

## Anlage
Euronat erstreckt sich über eine Fläche von 335 Hektar Wald mit direktem Zugang zur Atlantikküste mit einem 1,5 Kilometer langen FKK-Strand mit überwachter Badezone. Auf dem Gelände gibt es mehr als 914 Stellplätze für Zelte und Wohnmobile, 685 Stellplätze für Dauermieter und mehr als 500 möblierte Zelte, Bungalows, Chalets und Mobilheime.

## Angebote
Das Feriendorf Euronat verfügt über ein zugelassenes FKK-Thalassotherapiezentrum sowie Hallen- und Freibäder. Darüber hinaus findet sich ein Mini-Club für verschiedene Altersstufen und ein variables Freizeitangebot, welches mehr als 40 Aktivitäten während der Saison von April bis Ende Oktober umfasst. Für Verpflegung und Einkaufsmöglichkeiten gibt es im Feriendorf Euronat ein Geschäftszentrum mit 28 Geschäften und Restaurants.